# Inmarsat
INMARSAT (Інмарсат) — міжнародна компанія супутникового зв'язку, заснована в 1979 році, спочатку як міждержавна організація. Компанія управляє групою з одинадцяти геосинхронних телекомунікаційних супутників. Акції компанії котируються на лондонській біржі (ISAT). На початок 2023 року компанія перебуває в стадії злиття з американською компанією «Viasat» в рамках угоди вартістю у 5.4 млрд фунтів стерлінгів.
Послуги включають в себе як звичайний телефонний зв'язок, так і передачу даних, а також передачу сигналів лиха та сигналів європейської геостаціонарної служби навігаційного покриття EGNOS (англ. European Geostationary Navigation Overlay Service) і аналогічної американської системи «WAAS». Зв'язок здійснюється за допомогою спеціальних цифрових радіопередавачів (терміналів). Сигнал передається на один із супутників і потім ретранслюється на наземну станцію. Таким чином забезпечується надійний зв'язок у віддалених районах.

## Супутникове угрупування
Супутникове угрупування включає в себе 14 супутників (з урахуванням «Інмарсат-3»). Вони розташовані на геостаціонарній орбіті на відстані приблизно 36000 кілометрів від Землі.
Супутники четвертого покоління («Inmarsat-4») були запущені у послідовності: два в 2005 році, один в 2008 році і четвертий - в 2009. Супутники Інмарсат-5 (I-5) виведені на орбіту в 2013-2017 роках. 
В даний час основна частина потоку даних обробляється супутниками четвертого і п'ятого покоління. З 2018 року супутники «Інмарсат-3» поступово виводяться з експлуатації.

## Телефонні коди
«Інмарсат» належать такі телефонні коди:
- 870 - SNAC (Загальний код доступу до мережі)
- 871 - Атлантичний Океан, схід (AOR-E)
- 872 - Тихоокеанський регіон (POR)
- 873 - Індійський Океан (IOR)
- 874 - Атлантичний Океан, захід (AOR-W)

Телефонний код 870 - загальний, він використовується, коли невідомо через який супутник відбудуться дзвінки. Однак SNAC не підтримує дзвінки на термінали Inmarsat-A.
Решта чотири коди належать регіонам, що обслуговуються конкретними супутниками, як правило, по одному супутнику на кожен, їх зазвичай називають «океанічними регіонами».

## Мережі

Розташування сателіту Inmarsat-3

«Інмарсат» розвивався як набір мереж, що надають різні послуги (більшість мереж надають відразу декілька послуг). У цей час існують такі мережі:
- Inmarsat-A  (аналоговий зв'язок, скасований з 31 грудня 2007 р.)
- Inmarsat-Aero
- Inmarsat-B : Максимально можлива швидкість передачі даних 64 Кбіт/с[2](сервіс припинено з січня 2017 р.).
- Inmarsat-C : Використовується Міжнародною Морською Організацією і обов'язковий до установки на всіх океанських судах.
- Inmarsat-M : Надає голосові сервіси на швидкості 4,8 Кбіт/с та сервіс з передачі факсів і даних на швидкості 2,4 Кбіт/с. Попередник Inmarsat Mini-M.
- Inmarsat-Mini-M : Надає голосові сервіси на швидкості 4,8 Кбіт/с та сервіс з передачі факсів і даних на швидкості 2,4 Кбіт/с.
- Inmarsat-M4 : Максимальна швидкість передачі даних 64 Кбіт/с[2](сервіс припинено з січня 2017 р.).
- Inmarsat-Fleet
- Inmarsat-D/D
- Inmarsat-E  (з 1.12.2006 мережа припинила свою роботу)
- Inmarsat-RBGAN
- Inmarsat-BGAN : Широкоформатна Глобальна Мережа (англ. Broadband Global Area Network) надає послуги нових супутників четвертого покоління (I-4), що пропонують роздільний пакетний IP -канал із швидкістю доступу до 492 Кбіт/с (швидкість може бути різною, залежно від моделі термінала) або потоковий IP-канал зі швидкістю від 32 до 256 Кбіт / с (також залежить від моделі терміналу). Деякі термінали також надають послуги мобільного ISDN зі швидкістю 64 Кбіт/с або, навіть, низькошвидкісний (4,8 Кбіт/с) голосовий сервіс. В даний час, BGAN-сервіс доступний в Індійському океанському Регіоні (IOR) та Атлантичному океанському Регіоні (AOR). Запуск сервісу в Тихоокеанському Регіоні (POR) заплановано на 2007 рік.